# Running on Air
«Running on Air» —[ˈɹʌnɪŋ ɒn ˈɛə]; en español: «Corriendo en el aire»— es una canción compuesta por Nathan Trent y Bernhard Penzias e interpretada en inglés por Trent. La canción iba a ser lanzada el 28 de febrero de 2017 mediante ORF-Enterprise, pero se filtró en Spotify dos días antes. Fue elegida para representar a Austria en el Festival de la Canción de Eurovisión de 2017 mediante la elección interna de la emisora austríaca Österreichischer Rundfunk (ORF).

## Festival de Eurovisión

### Festival de la Canción de Eurovisión 2017
Esta fue la representación austríaca en el Festival de Eurovisión 2017, interpretada por Nathan Trent.
El 31 de enero de 2017 se organizó un sorteo de asignación en el que se colocaba a cada país en una de las dos semifinales, además de decidir en qué mitad del certamen actuarían. Como resultado, la canción fue interpretada en segundo lugar durante la segunda semifinal, celebrada el 11 de mayo de 2017. Fue precedida por Serbia con Tijana Bogićević interpretando «In Too Deep» y seguida por la República de Macedonia con Jana Burčeska interpretando «Dance Alone». La canción fue anunciada entre los diez temas elegidos para pasar a la final, y por lo tanto se clasificó para competir en esta. Más tarde se reveló que el país había quedado en séptimo puesto con 147 puntos.
El tema fue interpretado más tarde durante la final el 13 de mayo, precedido por Bielorrusia con Naviband interpretando «Story of My Life» y seguido por Armenia con Artsvik interpretando «Fly With Me». Al final de las votaciones, la canción había recibido 93 puntos (93 del jurado y ninguno del televoto), y quedó en 16.º lugar de 26.

## Formatos
| Descarga digital |                  |          |  |
| N.º              | Título           | Duración |  |
| 1.               | «Running on Air» | 2:48     |  |

## Charts
| Chart (2017)                          | Máxima posición |
| ------------------------------------- | --------------- |
| Austria (Ö3 Austria Top 40)           | 18              |
| Países Bajos (Dutch Single Tip)       | 28              |
| Sweden Heatseeker (Sverigetopplistan) | 4               |

## Historial de lanzamiento
| Región  | Fecha                 | Formato          | Discográfica   | Ref. |
| ------- | --------------------- | ---------------- | -------------- | ---- |
| Mundial | 28 de febrero de 2017 | Descarga digital | ORF-Enterprise |      |